# ERA B
ERA B — английский гоночный автомобиль производства компании English Racing Automobiles. Всего было выпущено 13 автомобилей с номерами R1B, R2B, R3B, … , R12B, R14B. Автомобили R4B и R12B имели двигатели объёмом 2 л, остальные модели — 1,5 л. Автомобиль c номером R14B был значительно переделан Бобом Джерардом и получил название ERA B/C.

## Результаты выступлений в гонках
| Год  | Двигатель | Шины | Команда        | Пилоты             | 1   | 2    | 3   | 4   | 5    | 6   | 7    | 8   |
| ---- | --------- | ---- | -------------- | ------------------ | --- | ---- | --- | --- | ---- | --- | ---- | --- |
| 1950 | ERA L6C   | D    | Частная заявка |                    | ВЕЛ | МОН  | 500 | ШВА | БЕЛ  | ФРА | ИТА  |     |
| 1950 | ERA L6C   | D    | Частная заявка | Кат Харрисон       | 7   | Сход |     |     |      |     | Сход |     |
| 1951 | ERA L6C   | D    | Частная заявка |                    | ШВА | 500  | БЕЛ | ФРА | ВЕЛ  | ГЕР | ИТА  | ИСП |
| 1951 | ERA L6C   | D    | Частная заявка | Брайан Шоуи-Тэйлор |     |      |     |     | Сход |     |      |     |